# Horatio G. Knight
Horatio Gates Knight, född 1818, död 1895, var en amerikansk republikansk politiker och affärsman. Han var viceguvernör i delstaten Massachusetts från 1875 till 1879. Han var far till kompositören Mary Knight Wood.
Knight efterträdde 1875 Thomas Talbot som viceguvernör och efterträddes 1879 av John Davis Long.